# Gauchito (danza)
El gauchito es una danza nativa argentina.
Se dice que el Gauchito nació en Mendoza y tiene fuertes conexiones con la campaña del Ejército de los Andes. 
"Arraigó en el alma popular, como en Cuyo las primeras cepas y frutales que se cultivaron en los ricos valles de Guantala o de Uco, y se divulgó popularizándose en las fiestas de las vendimias". 
LOS NEGROS MUSIQUEROS 
La primera banda del Ejército de los Andes nació gracias al patriotismo de un mendocino: don Rafael Vargas. Era rico y descendiente de una familia acaudalada. En su hacienda, contaba con una famosa banda de música, integrada por doce negros libertas de sus antiguos dominios. Estos habían sido elegidos entre muchos por sus aptitudes musicales. El terrateniente los envió a Buenos Aires para que se formaran como músicos. Cuando adquirieron la preparación necesaria, regresaron a Mendoza, uniformados y con instrumentos nuevos. Desde entonces, la banda de los negros se hizo indispensable en las fiestas sociales y celebraciones religiosas. 
Don Rafael hizo vestir a sus músicos con Ias mejores galas y con ellos tomó la Calle de la Cañada que llevaba directamente al campamento. 
A la comitiva se unieron chiquillos y paisanos impresionados por la notoriedad de los uniformes y el sonido de los nuevos instrumentos. La alegre caravana se presentó al. coronel Gregario de las Heras, amigo personal de Vargas. Aquél creyó que su amigo quería hacer lucir a sus músicos, cuando más hacer alguna ejecución en su honor, pero luego de interpretar una marcha militar, ante la sorpresa de propios y extraños, dijo: "Coronel, aquí tiene usted la banda de su regimiento". En El Plumerillo, al son de las guitarras y de los acordes de la banda de los negros se bailaron las danzas más antiguas de Cuyo: sereno y gauchito, y luego para celebrar el triunfo en la Batalla de Chacabuco en Chile, los oficiales del ejército libertador, dice la tradición oral, bailaron un gauchito.

## Clasificación
El gauchito es una danza del noreste y oeste argentino. Fue grabada por primera vez por Don Andrés Chazarreta en su versión santiagueña en la década del 40 del siglo XX
Danza de galanteo de parejas sueltas e independientes, de movimientos vivos, se baila con pañuelos, castañetas y paso básico.

## Coreografía
- 1. Vuelta entera (6c).
- 2. Zapateo y zarandeo (6c).
- 3. Vuelta entera (6c).
- 4. Zapateo y zarandeo (de corazón, 6c).
- 5. Giro y contragiro (8c).
- 6. Media vuelta (con castañetas, 4c).
- 7. Giro final (con castañetas, 4c).

## Segunda
Es similar a la primera, los bailarines comienzan en los lugares opuestos.